# Żołędnica (osada leśna)
Żołędnica – osada leśna w Polsce położona w województwie wielkopolskim, w powiecie rawickim, w gminie Rawicz.
W latach 1975–1998 miejscowość administracyjnie należała do województwa leszczyńskiego.